# Champions League of Darts 2017
De Champions League of Darts 2017 was de 2e editie van dit toernooi, georganiseerd door de PDC. Het toernooi vond plaats op 16 en 17 september 2017 in de Motorpoint Arena in Cardiff. Phil Taylor was de titelverdediger, nadat hij in de vorige editie Michael van Gerwen versloeg in de finale.

## Opzet
Voor dit toernooi was de top-7 van de PDC Order of Merit uitgenodigd. De andere plaats was gegund aan Phil Taylor. Zij werden onderverdeeld in twee groepen van vier. In de groepsfase werd een halve competitie afgewerkt, waarbij er gespeeld werd volgens het best-of-19-legs principe. De eerste 2 van elke groep plaatsten zich voor de halve finale, waar net zoals de finale over 21 legs gespeeld werd.

## Deelnemers
De top-7 + Phil Taylor van de PDC Order of Merit was geplaatst voor dit toernooi. Dit leverde de volgende deelnemers op:
1.  Michael van Gerwen
2.  Gary Anderson
3.  Peter Wright
4.  Phil Taylor
5.  Adrian Lewis
6.  Dave Chisnall
7.  Mensur Suljović
8.  Raymond van Barneveld

## Prijzengeld
Het prijzengeld was als volgt verdeeld:
| Plaats                    | Prijzengeld (Totaal: £200.000) |
| ------------------------- | ------------------------------ |
| Winnaar                   | £100.000                       |
| Runner-up                 | £50.000                        |
| Halvefinalisten           | £25.000                        |
| Derde plaats in de groep  | £15.000                        |
| Vierde plaats in de groep | £10.000                        |

## Resultaten

### Groepsfase

#### Groep A
| Pos. | Speler                | Gespeeld | Winst | Verlies | Legs voor | Legs tegen | Legsaldo | Punten |
| ---- | --------------------- | -------- | ----- | ------- | --------- | ---------- | -------- | ------ |
| 1.   | Phil Taylor           | 3        | 3     | 0       | 30        | 22         | +8       | 6      |
| 2.   | Raymond van Barneveld | 3        | 2     | 1       | 26        | 17         | +9       | 4      |
| 3.   | Michael van Gerwen    | 3        | 1     | 2       | 24        | 24         | 0        | 2      |
| 4.   | Adrian Lewis          | 3        | 0     | 3       | 13        | 30         | −17      | 0      |

16 september (Best of 19 legs)
| Phil Taylor (101.58)       | 10 – 7 | Adrian Lewis (96.57)          |
| Michael van Gerwen (97.46) | 5 – 10 | Raymond van Barneveld (97.19) |

16 september (Best of 19 legs)
| Phil Taylor (92.53)  | 10 – 6 | Raymond van Barneveld (92.29) |
| Adrian Lewis (85.13) | 4 – 10 | Michael van Gerwen (97.18)    |

17 september (Best of 19 legs)
| Phil Taylor (102.09)          | 10 – 9 | Michael van Gerwen (102.89) |
| Raymond van Barneveld (94.40) | 10 – 2 | Adrian Lewis (89.95)        |

#### Groep B
| Pos. | Speler          | Gespeeld | Winst | Verlies | Legs voor | Legs tegen | Legsaldo | Punten |
| ---- | --------------- | -------- | ----- | ------- | --------- | ---------- | -------- | ------ |
| 1.   | Mensur Suljović | 3        | 3     | 0       | 30        | 16         | +14      | 6      |
| 2.   | Gary Anderson   | 3        | 2     | 1       | 23        | 26         | −3       | 4      |
| 3.   | Peter Wright    | 3        | 1     | 2       | 27        | 25         | +2       | 2      |
| 4.   | Dave Chisnall   | 3        | 0     | 3       | 17        | 30         | −13      | 0      |

16 september (Best of 19 legs)
| Gary Anderson (95.84) | 3 – 10 | Mensur Suljović (97.73) |
| Peter Wright (101.28) | 10 – 5 | Dave Chisnall (97.08)   |

16 september (Best of 19 legs)
| Peter Wright (98.93)   | 8 – 10 | Mensur Suljović (102.77) |
| Gary Anderson (101.80) | 10 – 7 | Dave Chisnall (95.78)    |

17 september (Best of 19 legs)
| Gary Anderson (98.97)   | 10 – 9 | Peter Wright (100.15) |
| Mensur Suljović (99.37) | 10 – 5 | Dave Chisnall (98.76) |

### Knock-outfase
|  | Halve finale (Best of 21 legs) | Halve finale (Best of 21 legs)    | Halve finale (Best of 21 legs) |    |                             | Finale (Best of 21 legs) | Finale (Best of 21 legs) | Finale (Best of 21 legs) |
|  |                                |                                   |                                |    |                             |                          |                          |                          |
|  | A1                             | Phil Taylor (4) (95.04)           | 6                              |    |                             |                          |                          |                          |
|  | B2                             | Gary Anderson (2) (96.19)         | 11                             |    |                             |                          |                          |                          |
|  | B2                             | Gary Anderson (2) (96.19)         | 11                             |    | 2                           | Gary Anderson (98.03)    | 9                        |                          |
|  |                                |                                   |                                |    | 2                           | Gary Anderson (98.03)    | 9                        |                          |
|  |                                | 7                                 | Mensur Suljović (87.85)        | 11 |                             |                          |                          |                          |
|  | B1                             | 7                                 | Mensur Suljović (87.85)        | 11 | Mensur Suljović (7) (97.91) | 11                       |                          |                          |
|  | B1                             |                                   |                                |    | Mensur Suljović (7) (97.91) | 11                       |                          |                          |
|  | A2                             | Raymond van Barneveld (9) (95.19) | 9                              |    |                             |                          |                          |                          |

2016 ·
2017 ·
2018 ·
2019 ·
2020